# Tetracloreto de titânio
Tetracloreto de titânio ou cloreto de titânio (IV) é o composto inorgânico com a fórmula TiCl4. É um importante intermediário na produção do metal titânio e do pigmento dióxido de titânio.
TiCl4 é um exemplo incomum de um haleto metálico que é altamente volátil. 
Em contato com a humidade do ar, ele forma "cortinas de fumaça" muito densas de Dióxido de titânio
(TiO2) e Ácido clorídrico (HCℓ).-->

## Aplicações

### Produção do metal Titânio
A produção mundial de Titânio é da ordem de 4 Milhões de toneladas / ano, e é feito de TiCl4, usando o Processo Kroll.
2 Mg + TiCl4 → 2 MgCl2 + Ti

### Produção de dióxido de titânio
Cerca de 90% da produção de TiCl4, é usado para fazer o pigmento Dióxido de titânio, envolvendo o processo de hidrólise.
TiCl4 + 2 H2O → TiO2 + 4 HCl

### Cortinas de fumaça
O Tetracloreto de titânio, também tem sido usado para produzir "cortinas de fumaça" para uso militar, pois gera uma fumaça branca com baixa tendência à dissipação.

## Reações químicas
O Tetracloreto de titânio, é um reagente versátil que forma vários outros compostos, incluindo os ilustrados abaixo.